# سیلویا وارگووا
سیلویا وارگووا (اسلواکی: Silvia Vargová؛ زادهٔ ۱۲ مهٔ ۱۹۶۶) بازیگر تئاتر، خواننده و صداپیشه اهل مجارستان است.
از فیلم‌ها یا مجموعه‌های تلویزیونی که وی در آن‌ها نقش داشته‌است، می‌توان به سامبا و آفتاب‌پرست اشاره نمود.